# 2018年地平線航空Q400事件
2018年8月10日，地平线航空一架龐巴迪Dash 8 Q400在美國西雅圖的塔科馬國際機場（Sea-Tac）被盜。肇事者，29歲的理查·羅素（Richard Russell），是一名沒有駕駛經驗的地平線航空地勤人員。他進行了一次未經授權的飛行，隨後兩架麥克唐納道格拉斯F-15鷹式戰鬥機升空進行攔截。塔科馬國際機場的塔台人員與理查進行了無線電聯繫勸說他返回機場，最後飛機在普吉特海灣（Puget Sound）中人煙稀少的科特羅島時墜毀，事件最終造成機上人員理查·羅素遇難，事後調查認定墜毀屬於人為操作導致。

## 飛行器
事故飛機是一架龐巴迪Dash 8 Q 400，由地平線航空公司（營運阿拉斯加航空航線）所擁有，註冊號為 N449QX，序列號為4410。於2012年首飛，並於2012年交付地平線航空使用。西雅圖當地時間下午13:35，飛機降落在西雅圖 - 塔科馬國際機場，那天沒有其他的飛行計畫。

## 事件
飛機從塔科馬國際機場北端的一號機坪被盜，並滑行進入16C跑道。機場塔台曾多次要求飛機於無線電上表明身分，但沒有得到回應。於跑道附近的一架阿拉斯加航空公司的噴氣式客機傳來目擊報告稱，該飛機已開始起飛程序。當地時間19點32分（8月11日02:32 UTC）該飛機未經授權起飛。做為緊急應對部隊，俄勒岡州空軍國民警衛隊第142聯隊的兩架F-15鷹式戰鬥機，在當地時間20點15分左右，從波特蘭空軍國民警衛隊基地起飛攔截，兩者皆裝備AIM-9響尾蛇飛彈和AIM-120先進中程空對空飛彈，進出塔科馬國際機場的航班暫時停止。
塔科馬空中交通管制部門與該飛機駕駛一直保持無線電聯繫。由於這些對話是公開訊息，也可以被其他人接收，因此事故發生後便迅速散播在社交媒體中。自稱為里奇的佔機者，對話口氣略有混亂與焦躁，形容自己是一個「陷入危機的人」（man in crisis）。他說他：「破碎的人，我猜就像，鬆了幾根螺絲，在这之前，从来没发现。」（broken guy, got a few screws loose I guess. Never really knew it until now.）。當管制部門建議將飛機降落在路易斯–麥克喬德聯合基地時，佔機者拒絕了，聲稱「如果我試著降落在那裡，那些傢伙會逮捕我的。而且我也可能把那裏弄得一團糟。我不想這樣做。」他談到想做「幾次盤旋，看看能飛的如何」，並要求去看虎鯨Tahlequah，該隻虎鯨為了哀悼夭折的虎鯨寶寶，背著它的屍體同遊了17天，成為美國社群媒體话题。他向塔台詢問該虎鯨的座標，「我想去看他。」他說，「我不想傷害任何人。」並在通訊的最後幾分鐘向他的朋友和家人道歉。在飛行即將結束時，飛機被拍到在普吉特海灣上進行桶滚的特技飞行，随后在距离海面约10英尺的高度恢复水平飞行，其片段再次出現在社交媒體上。一名資深飛行員表示，该特技飞行「看似很順利，没有导致失速或者折断机翼。」當空中交通管制員要求他在特技飛行後降落時，他說：「我不知道……我其实並沒有計劃過怎麼降落。」
前往攔截的兩架F-15試圖將飛機引向太平洋，並沒有開火。Q400最終於當地時間20點43分在華盛頓州皮爾斯縣的科特羅島墜毀，造成佔機者死亡。鄰近的拖船船員是第一個做出反應的單位。皮爾斯縣的消防部門在墜機事件發生後大約1.5小時抵達該島。由於該島無風與乾燥的環境，導致撞擊處發生範圍兩英畝的大火，在第二天早晨被撲滅。

## 調查
執法單位確認，佔機者為29歲的理查·羅素（Richard Russell），為一名來自華盛頓州薩姆納的地平線航空地勤人員。他曾從事四年的牽引工作，該小組負責將飛機重新定位在機場停機坪上。地平線航空的運營主管將他描述為「一個安靜的傢伙」、「受到其他員工的喜愛。」
皮爾斯縣警長辦公室在8月11日承認將事件交由聯邦調查局主導調查。聯邦調查局將肇事者描述為自殺，並說他的行為並不構成“恐怖事件” 。8月12日，聯邦調查局表示已經恢復了飛行數據記錄器以及駕駛艙錄音機的組件。該設備將被送到國家運輸安全委員會進行處理。

## 社群影響
由於即時的對話紀錄與飛行紀錄被快速的分享上社群媒體，他的談吐與行為在輿論中得到較大的共鳴，許多人將他與紐約開走公車的司機威廉·西米洛（William Lawrence Cimillo）相比，討論背後的成因與導致的行為，reddit論壇將他稱為“星際牛仔”（see you space cowboy，致敬《Cowboy Bebop》），並分享他的影片與對話逐字稿。这里提到的西米洛在1947年，从纽约驾驶空载的巴士，偏离了原定路线，此后失踪。与理查德相反，他最终因巴士撞毁透过电报向总部报告自己的行踪，他的巴士最终在佛罗里达被寻获。尽管他以名人的身份回到纽约，西米洛仍因殆忽职守在内的数项罪名而被控上法庭，但在最后，这些指控还是在1950年被撤销，而巴士公司也准许他继续服役。此后，他以零事故的安全记录，走完他的驾驶生涯。

## 流行文化
歌曲
- Our Shame 凹與山 - 理查 Richard